# Gościeszyn (Grande-Pologne)
Pour les articles homonymes, voir Gościeszyn.
Gościeszyn (prononciation : [ɡɔɕˈt͡ɕeʂɨn]) est un village polonais de la gmina de Wolsztyn dans le powiat de Wolsztyn de la voïvodie de Grande-Pologne dans le centre-ouest de la Pologne.
Il se situe à environ 8 kilomètres à l'est de Wolsztyn (siège de la gmina et du powiat) et à 63 kilomètres au sud-ouest de Poznań (capitale régionale).

## Histoire
De 1975 à 1998, le village faisait partie du territoire de la voïvodie de Zielona Góra.

Depuis 1999, Gościeszyn est situé dans la voïvodie de Grande-Pologne.
Le village possède une population de 391 habitants en 2014.